# Реакция (политика)
Вижте пояснителната страница за други значения на Реакция.
Реакция (от лат. re - против и aktio - действие/противодействие) е наименование на консервативните обществени настроения или политическо управление, настроено недоброжелателно спрямо революционните движения. Представителите на реакцията са наричани реакционери. В тази категория хора попадат държавни глави (Александър III), военни дейци (Йосиф Гурко), писатели (Фьодор Достоевски) и т.н. 